# 中山秀征のクイズイマジネーター
中山秀征のクイズイマジネーター（なかやまひでゆきのクイズイマジネーター）は、NHKラジオ第1で2019年4月4日から2022年3月31日まで毎週木曜 21:05 - 21:55に放送されていたラジオ番組。中山秀征の冠番組。

## 概要
「イマジネーター」とは"想像する人"という意味の造語で、かつての人気クイズ番組『二十の扉』、『連想ゲーム』をベースとした構成となっているが、リスナーが番組ホームページからヒントや質問を送り（番組ホームページには解答が載っている）解答者がそれを選んで答えを導き出すのが特徴。リスナーは放送中もヒントや答えを送ることができる。『「生放送」でつながる次世代のクイズ番組』と謳っており、2019年1月3日にパイロット版が放送され、4月からレギュラー化された。
放送後にはNHKネットラジオ らじる★らじるのサイトから1週間の聞き逃し配信をおこなっている。

## 出演者
紅組、白組ともにキャプテン1名、解答者1名で構成される（パイロット版では 前半が解答者1名、後半が解答者2名）。2020年9月3日放送分からは、スタジオ内の密を防ぐため、紅組、白組ともにキャプテンのみとなっている。
司会
- 中山秀征
- ビビる大木…2019年12月12日、2021年12月16日に中山の代役として出演
- 土屋礼央…2022年3月31日に中山の代役として出演

パイロット版（#0）司会
- 河合郁人

キャプテン・解答者
| 回   | 放送日        | 紅組                                    | 紅組              | 白組                    | 白組              | 勝利チーム       |
| 回   | 放送日        | キャプテン                              | 解答者            | キャプテン              | 解答者            | 勝利チーム       |
| ---- | ------------- | --------------------------------------- | ----------------- | ----------------------- | ----------------- | ---------------- |
| #0   | 2019年 1月3日 | 高城れに                                | 光浦靖子 宮崎美子 | 戸塚祥太                | 土屋伸之 辰巳琢郎 | 紅組 310-310     |
| #1   | 4月4日        | 高城れに                                | 宮崎美子          | 神宮寺勇太              | 井戸田潤          | 紅組 250-80      |
| #2   | 4月11日       | 髙橋優斗 猪狩蒼弥                       | 光浦靖子          | 中山優馬                | 辰巳琢郎          | 白組 180-240     |
| #3   | 4月18日       | 高城れに                                | 宮崎美子          | 濵田崇裕                | 田中卓志          | 白組 230-240     |
| #4   | 4月25日       | 高城れに                                | 光浦靖子          | 宮田俊哉                | 辰巳琢郎          | 紅組 280-180     |
| #5   | 5月2日        | 高城れに                                | 宮崎美子          | 河合郁人                | 小沢一敬          | 紅組 230-210     |
| #6   | 5月9日        | 髙橋優斗                                | 光浦靖子          | 猪狩蒼弥                | 辰巳琢郎          | 白組 210-300     |
| #7   | 5月16日       | 宮近海斗 吉澤閑也                       | 光浦靖子          | 河合郁人                | JOY               | 紅組 250-100     |
| #8   | 5月23日       | 高城れに                                | 光浦靖子          | 八乙女光                | 井戸田潤          | 紅組 220-200     |
| #9   | 5月30日       | 宮舘涼太                                | 宮崎美子          | 佐久間大介              | やくみつる        | 紅組 250-230     |
| #10  | 6月13日       | 中川翔子                                | 光浦靖子          | 井上瑞稀 橋本涼         | 武井壮            | 紅組 240-190     |
| #11  | 6月20日       | 高城れに                                | 辰巳琢郎          | 玉井詩織                | 宮崎美子          | 紅組 240-210     |
| #12  | 6月27日       | 高城れに                                | やくみつる        | 井上瑞稀 橋本涼         | 宮崎美子          | 紅組 240-210     |
| #13  | 7月4日        | 高城れに                                | 宇治原史規        | 黒羽麻璃央              | 光浦靖子          | 紅組 310-190     |
| #14  | 7月11日       | 高城れに                                | 土屋礼央          | 菅田琳寧 本髙克樹       | 辰巳琢郎          | 白組 140-270     |
| #15  | 7月18日       | 高城れに                                | やくみつる        | 梶裕貴                  | 光浦靖子          | 白組 260-350     |
| #16  | 8月1日        | 高城れに                                | 土屋礼央          | 中川翔子                | 宮崎美子          | 紅組 390-250     |
| #17  | 8月8日        | 高城れに                                | 武井壮            | 辰巳雄大 福田悠太       | 光浦靖子          | 紅組 190-180     |
| #18  | 8月29日       | 高城れに                                | 宮崎美子          | 梶裕貴                  | 宇治原史規        | 引き分け 280-280 |
| #19  | 9月5日        | 高城れに                                | 辰巳琢郎          | 神木隆之介              | 宮崎美子          | 白組 240-250     |
| #20  | 9月12日       | 高城れに                                | やくみつる        | 那須雄登 浮所飛貴       | 光浦靖子          | 紅組 250-220     |
| #21  | 9月26日       | 高城れに                                | 土屋礼央          | 織山尚大 元木湧         | 光浦靖子          | 紅組 250-140     |
| #22  | 10月3日       | 高城れに                                | 宮崎美子          | 奥野壮                  | 土屋礼央          | 引き分け 250-250 |
| #23  | 10月17日      | 高城れに                                | やくみつる        | 橋本良亮                | 光浦靖子          | 白組 240-280     |
| #24  | 10月31日      | 高城れに                                | ビビる大木        | 小関裕太                | 光浦靖子          | 白組 220-240     |
| #25  | 11月7日       | 高城れに                                | 辰巳琢郎          | 高橋李依                | 光浦靖子          | 白組 230-350     |
| #26  | 11月14日      | 高城れに                                | 武井壮            | 白洲迅                  | 土屋礼央          | 紅組 280-270     |
| #27  | 11月21日      | 高城れに                                | やくみつる        | 堀井新太                | 宮崎美子          | 白組 260-270     |
| #28  | 11月28日      | 高城れに                                | ビビる大木        | 甲斐翔真                | 光浦靖子          | 紅組 270-240     |
| #29  | 12月5日       | 高城れに                                | 土屋礼央          | 永田崇人                | 宮崎美子          | 紅組 260-190     |
| #30  | 12月12日      | 水春                                    | やくみつる        | 橋本良亮                | 光浦靖子          | 紅組 320-310     |
| #31  | 12月19日      | 高城れに                                | 宮崎美子          | 黒羽麻璃央              | 土屋礼央          | 白組 240-260     |
| #32  | 12月26日      | 高城れに                                | 辰巳琢郎          | 松岡広大                | 光浦靖子          | 紅組 310-290     |
| #33  | 2020年 1月9日 | 高城れに                                | やくみつる        | 井阪郁巳                | 光浦靖子          | 白組 290-320     |
| #34  | 1月16日       | 高城れに                                | 土屋礼央          | 飯島寛騎                | 光浦靖子          | 紅組 250-190     |
| #35  | 1月23日       | 高城れに                                | 武井壮            | 中山優馬                | 光浦靖子          | 紅組 370-220     |
| #36  | 1月30日       | 高城れに                                | 辰巳琢郎          | 西銘駿                  | 光浦靖子          | 白組 260-290     |
| #37  | 2月6日        | 高城れに                                | やくみつる        | 塩野瑛久                | 光浦靖子          | 紅組 310-250     |
| #38  | 2月13日       | 高城れに                                | 光浦靖子          | 加藤諒                  | 武井壮            | 紅組 360-190     |
| #39  | 2月20日       | 高城れに                                | 辰巳琢郎          | 阿久津仁愛              | 光浦靖子          | 白組 220-310     |
| #40  | 2月27日       | 高城れに                                | 宮崎美子          | 奥野壮                  | 土屋礼央          | 白組 240-260     |
| #41  | 3月5日        | 高城れに                                | やくみつる        | 橋本祥平                | 土屋礼央          | 白組 210-270     |
| #42  | 3月12日       | 高城れに                                | ビビる大木        | 宇野結也                | 光浦靖子          | 白組 140-180     |
| #43  | 3月19日       | 高城れに                                | 武井壮            | 渡邊圭祐                | 光浦靖子          | 紅組 280-220     |
| #44  | 3月26日       | 高城れに                                | 大久保佳代子      | 小南光司                | 光浦靖子          | 紅組 300-250     |
| #45  | 4月2日        | 高城れに                                | 向井慧            | 渡部秀                  | 土屋礼央          | 紅組 290-240     |
| #46  | 9月3日        | 高城れに                                | -                 | 織山尚大 黒田光輝       | -                 | 紅組 230-130     |
| #47  | 9月10日       | 高城れに                                | -                 | 森崎ウィン              | -                 | 引き分け 180-180 |
| #48  | 9月17日       | 高城れに                                | -                 | 檜山光成 青木滉平       | -                 | 白組 150-190     |
| #49  | 9月24日       | 高城れに                                | -                 | 奥野壮                  | -                 | 紅組 190-140     |
| #50  | 10月1日       | 高城れに                                | -                 | 永田崇人                | -                 | 白組 120-250     |
| #51  | 10月8日       | 高城れに                                | -                 | 本高克樹 今野大輝       | -                 | 紅組 180-150     |
| #52  | 10月15日      | 佐々木彩夏                              | -                 | 土屋礼央                | -                 | 紅組 260-190     |
| #53  | 10月22日      | 高城れに                                | -                 | 井上瑞稀 猪狩蒼弥       | -                 | 引き分け 170-170 |
| #54  | 11月5日       | 高城れに                                | -                 | 中村浩大 和田優希       | -                 | 白組 150-180     |
| #55  | 11月12日      | 高城れに                                | -                 | 尾碕真花                | -                 | 白組 150-160     |
| #56  | 11月19日      | 高城れに                                | -                 | 元木湧 長瀬結星         | -                 | 紅組 160-140     |
| #57  | 11月26日      | 高城れに                                | -                 | 土屋礼央                | -                 | 引き分け 150-150 |
| #58  | 12月3日       | 高城れに                                | -                 | 庄司浩平                | -                 | 紅組 190-160     |
| #59  | 12月10日      | 高城れに                                | -                 | 川崎皇輝 川崎星輝       | -                 | 白組 140-160     |
| #60  | 12月17日      | 百田夏菜子                              | -                 | 加藤諒                  | -                 | 紅組 180-150     |
| #61  | 12月24日      | 高城れに                                | -                 | 織山尚大 黒田光輝       | -                 | 紅組 280-140     |
| #62  | 2021年 1月7日 | 高城れに                                | -                 | ビビる大木              | -                 | 紅組 150-100     |
| #63  | 1月14日       | 高城れに                                | -                 | 猪狩蒼弥 作間龍斗       | -                 | 白組 150-170     |
| #64  | 1月21日       | 高城れに                                | -                 | 土屋礼央                | -                 | 白組 150-180     |
| #65  | 1月28日       | 高城れに                                | -                 | 中村嶺亜 本髙克樹       | -                 | 紅組 190-160     |
| #66  | 2月4日        | 高城れに                                | -                 | 渡部秀                  | -                 | 白組 200-220     |
| #67  | 2月11日       | 高城れに                                | -                 | 那須雄登 藤井直樹       | -                 | 紅組 140-130     |
| #68  | 2月18日       | 高城れに                                | -                 | 武井壮                  | -                 | 白組 160-240     |
| #69  | 2月25日       | 高城れに                                | -                 | 内村颯太 深田竜生       | -                 | 紅組 170-120     |
| #70  | 3月4日        | 高城れに                                | -                 | 山崎静代                | -                 | 白組 160-190     |
| #71  | 3月11日       | 高城れに                                | -                 | 北川拓実 安嶋秀生       | -                 | 紅組 190-150     |
| #72  | 3月18日       | 高城れに                                | -                 | 光浦靖子                | -                 | 白組 150-190     |
| #73  | 3月25日       | 高城れに                                | -                 | 佐々木大光 矢花黎       | -                 | 紅組 270-90      |
| #74  | 4月1日        | 佐々木彩夏                              | -                 | 鰻和弘                  | -                 | 紅組 180-170     |
| #75  | 4月8日        | 高城れに                                | -                 | 檜山光成 久保廉         | -                 | 白組 120-210     |
| #76  | 4月15日       | 高城れに                                | -                 | パトリック・ハーラン    | -                 | 紅組 260-140     |
| #77  | 4月22日       | 高城れに                                | -                 | 中村嶺亜 菅田琳寧       | -                 | 白組 130-190     |
| #78  | 4月29日       | 高城れに                                | -                 | 岡部大                  | -                 | 白組 160-200     |
| #79  | 5月6日        | 高城れに                                | -                 | 本高克樹 今野大輝       | -                 | 白組 160-190     |
| #80  | 5月13日       | 高城れに                                | -                 | 土屋礼央                | -                 | 引き分け 220-220 |
| #81  | 5月20日       | 高城れに                                | -                 | 織山尚大 青木滉平       | -                 | 紅組 200-180     |
| #82  | 6月3日        | 高城れに                                | -                 | 橋本直                  | -                 | 引き分け 190-190 |
| #83  | 6月10日       | 高城れに                                | -                 | 川崎皇輝 黒田光輝       | -                 | 紅組 200-180     |
| #84  | 6月17日       | 百田夏菜子                              | -                 | 奥野壮                  | -                 | 引き分け 160-160 |
| #85  | 6月24日       | 高城れに                                | -                 | 元木湧 平塚翔馬         | -                 | 紅組 200-120     |
| #86  | 7月1日        | 高城れに                                | -                 | 織山尚大 深田竜生       | -                 | 紅組 220-120     |
| #87  | 7月8日        | 高城れに                                | -                 | 木村祐一                | -                 | 白組 140-210     |
| #88  | 7月15日       | 播磨かな                                | -                 | 中村嶺亜 矢花黎         | -                 | 紅組 210-200     |
| #89  | 9月9日        | 高城れに                                | -                 | 武井壮                  | -                 | 紅組 190-170     |
| #90  | 9月16日       | 高城れに                                | -                 | 安嶋秀生 檜山光成       | -                 | 紅組 270-100     |
| #91  | 9月30日       | 高城れに                                | -                 | 大東立樹 阿達慶         | -                 | 紅組 180-150     |
| #92  | 10月7日       | 高城れに                                | -                 | 永田崇人                | -                 | 白組 170-180     |
| #93  | 10月14日      | 高城れに                                | -                 | 菅田琳寧 佐々木大光     | -                 | 白組 130-160     |
| #94  | 10月21日      | 高城れに                                | -                 | マヂカルラブリー村上    | -                 | 白組 160-200     |
| #95  | 10月28日      | 播磨かな                                | -                 | ヴァサイェガ渉 長瀬結星 | -                 | 白組 150-160     |
| #96  | 11月4日       | 高城れに                                | -                 | 和田優希 松尾龍         | -                 | 紅組 160-150     |
| #97  | 11月11日      | 高城れに                                | -                 | ビビる大木              | -                 | 紅組 190-160     |
| #98  | 11月18日      | 橘花怜                                  | -                 | 本高克樹 今野大輝       | -                 | 白組 180-190     |
| #99  | 12月2日       | 高城れに                                | -                 | 織山尚大 黒田光輝       | -                 | 紅組 150-150     |
| #100 | 12月9日       | 高城れに                                | -                 | 土屋礼央                | -                 | 白組 140-190     |
| #101 | 12月16日      | 高城れに                                | -                 | 阿達慶 小鯛詩恩         | -                 | 紅組 230-130     |
| #102 | 12月23日      | 高城れに                                | -                 | サンシャイン池崎        | -                 | 白組 160-180     |
| #103 | 2022年 1月6日 | 高城れに                                | -                 | やくみつる              | -                 | 紅組 150-140     |
| #104 | 1月13日       | 高城れに                                | -                 | 佐藤新 鈴木大河         | -                 | 紅組 200-140     |
| #105 | 1月20日       | 高城れに                                | -                 | 松本明子                | -                 | 紅組 190-150     |
| #106 | 1月27日       | 高城れに                                | -                 | 川﨑皇輝 久保廉         | -                 | 白組 180-210     |
| #107 | 2月3日        | 高城れに                                | -                 | インディアンスきむ      | -                 | 紅組 190-120     |
| #108 | 2月10日       | 高城れに                                | -                 | 深田竜生 豊田陸人       | -                 | 白組 160-210     |
| #109 | 2月24日       | 高城れに                                | -                 | 本髙克樹 菅田琳寧       | -                 | 白組 190-200     |
| #110 | 3月3日        | 高城れに                                | -                 | 織山尚大 黒田光輝       | -                 | 白組 140-150     |
| #111 | 3月10日       | 高城れに 百田夏菜子 玉井詩織 佐々木彩夏 | -                 | 武井壮                  | -                 | 紅組 200-200     |
| #112 | 3月17日       | 高城れに                                | -                 | ビビる大木              | -                 | 白組 140-160     |
| #113 | 3月24日       | 高城れに                                | -                 | 藤井直樹                | -                 | 紅組 200-160     |
| #114 | 3月31日       | 高城れに                                | -                 | 猪狩蒼弥                | -                 | 引き分け 220-220 |

- 2019年12月19日、番組初の公開生放送が NHKみんなの広場ふれあいホール で開催された

## ルール
紅組（基本的に女性）と白組（基本的に男性）の対抗戦。リスナーから寄せられたヒントや質問がコンピュータの画面に表示されているので、それを使って答えを導き出す。クイズには以下のコーナーがある。1問正解で10ポイント。ただし、最後の「1分クイズ」には勝った方にさらにボーナスポイントが入る（ボーナスポイントを何ポイントにするかは司会者の裁量で決定）。
2020年9月からのクイズ形式
イエス・ノークイズ
司会者がジャンルを出題。キャプテンが順番に質問を行い、司会者が「はい」「いいえ」で答える。これを繰り返して、『ある言葉』を当てる。
コト・モノクイズ
キャプテンが問題（例：私がハマっているコト・モノ）を出して、相手チームのキャプテンが制限時間のあいだ質問をしながら『コト・モノ』を当てる。
きゅんきゅんクイズ
司会者がヒントを出して、キャプテンが『連想する"繰り返し言葉"』を当てる。
ハイハイクイズ
2021年10月から登場。司会者がヒントを出して、分かった人が早押しクイズの要領で「ハイ！」と言って答える。
1分クイズ
司会者がテーマ（例：「きゅう」で始まる言葉）を出したあと、ヒントを"3つ"ないしは"4つ"出して、キャプテンが『連想する言葉』を当てる。パスをすることも可能。
2020年4月までのクイズ形式
イエス・ノークイズ
司会者がジャンルを出題。解答者が順番に質問を行い、司会者が「はい」「いいえ」で答える。これを繰り返して、『ある言葉』を当てる（キャプテンも解答者として参加）。
ワンヒント・クイズ
キャプテンがヒントを"1つ"出して、解答者が「連想する言葉」を当てる。
きゅんきゅんクイズ
キャプテンがヒントを出して、解答者が「連想する"繰り返し言葉"」を当てる。
スリーヒント・クイズ
司会者がジャンルとヒントを"3つ"出して、「連想する言葉」を当てる（キャプテンと解答者が相談して、チームとして解答）。
1分クイズ
司会者がテーマ（例：「きゅう」で始まる言葉）を出したあと、ヒントを"3つ"ないしは"4つ"出して、解答者が「連想する言葉」を当てる。パスをすることも可能（キャプテンも解答者として参加）。

## その他
- 新型コロナウイルス感染症の拡大を受け、2020年4月9日放送分から2020年8月27日放送分まで生放送を休止していた。2020年5月14日放送分からは、「中山秀征のクイズイマジネーター 選」として、過去の再放送を行った。
- 2022年3月31日最終回、中山秀征に発熱の症状があった為に急遽休みとなり、土屋礼央が代役としてMCを務めた。中山は電話にてサプライズ登場した[5]。

## 放送休止
- 2019年
  - 6月6日 - 「NHKプロ野球 交流戦・日本ハム対ヤクルト」中継のため。
  - 7月25日 - 『夏休み!ラジオ保健室 〜10代の性 悩み相談〜・第4夜：LGBTなど心とからだについて』放送のため。
  - 8月15日 - 『高橋源一郎と読む「戦争の向こう側」』放送のため。
  - 8月22日 - 『ヤバイラジオ屋さん3』（大阪局制作）放送のため[6]。
  - 9月19日 - 「NHKプロ野球 ソフトバンク対オリックス」中継のため。
  - 10月10日 - 「NHKプロ野球 クライマックス・セファイナル・巨人対阪神」中継のため。
  - 10月24日 - 「NHKプロ野球 日本シリーズ・巨人対ソフトバンク」中継のため。
- 2020年
  - 1月2日 - 『神田松之丞がいざなう講談の美学』放送のため。
  - 4月9日 - 『RADIO1990』放送のため。
  - 4月16日、23日、30日 - 『マジカル・ポップ・ツアー』放送のため。
  - 5月7日 - 『ひきこもりラジオ 第2部』放送のため。
  - 5月14日 - 2019年4月4日放送分を再放送。
  - 5月21日 - 2019年9月12日放送分を再放送。
  - 5月28日 - 『プレイリスト にっぽんの歌こころの歌 選』放送のため。
  - 6月4日 - 2019年12月19日放送分を再放送。
  - 6月11日 - 2019年5月23日放送分を再放送。
  - 6月18日 - 2019年7月18日放送分を再放送。
  - 6月25日 - 2019年5月9日放送分を再放送。
  - 7月2日 - 2020年2月20日放送分を再放送。
  - 7月9日 - 2019年5月2日放送分を再放送。
  - 7月16日 - 2019年9月5日放送分を再放送。
  - 7月23日 - 2019年9月26日放送分を再放送。
  - 7月30日 - 2020年4月2日放送分を再放送。
  - 8月6日 - 2019年4月18日放送分を再放送。
  - 8月13日 - 『東京03の好きにさせるかッ! 夏のスペシャル拡大版』放送のため。
  - 8月20日 - 『夏休み!ラジオ保健室 〜10代の性 悩み相談〜 多様な性（LGBT）について』放送のため。
  - 8月27日 - 2020年3月19日放送分を再放送。
  - 10月29日 - 「NHKプロ野球 DeNA対巨人」中継 ならびに「スポーツジョッキー」放送のため。
  - 11月5日 - 中京地方のみ「NHKプロ野球 中日対DeNA」中継のため[7]。
  - 12月31日 - 『第71回NHK紅白歌合戦』（19:30 - 23:45・総合テレビ・BS4K・BS8Kと同時放送）放送のため。
- 2021年
  - 5月27日 - プロ野球中継のため。
  - 7月22日～9月2日 - オリンピック・パラリンピック中継のため。
  - 9月23日 - 『みんなで引きこもりラジオ』放送のため。
  - 11月25日 - 『スポーツジョッキー』放送のため。
  - 12月30日 - 『帰って来たサンドウィッチマンの天使のつくり笑い～ラジネタフェス！～「前編」』放送のため。
- 2022年
  - 2月17日 - オリンピック中継のため。